# Parti nationaliste suisse
Le Parti nationaliste suisse est un parti politique suisse situé à l'extrême droite et ne disposant d'aucun représentant au sein des différentes composantes du système politique suisse. Son président est Philippe Brennenstuhl.
Il ne doit pas être confondu avec le Parti des Suisses nationalistes (en allemand : Partei National-orientierter Schweizer, PNOS).  

## Historique
Le Parti nationaliste suisse est fondé en 2000,.
Le PNS semble être en perte de vitesse. Nombre de ses cadres l'auraient quitté, en rejoignant par exemple le mouvement Résistance helvétique.

## Implantation
Le PNS n'existe qu'en Suisse romande. Il considère le PNOS, actif en Suisse alémanique, comme un parti « frère du PNS », mais en précisant que « les organisations sont des entités distinctes et sans autres rapports ». En pratique, les Suisses-allemands du PNOS semblent par ailleurs avoir des contacts bien plus réguliers avec le mouvement romand Résistance Helvétique qu'avec le PNS,.
Le site du PNS ne fait pas mention de l'existence de sections. Toutefois, le fait que le parti n'a présenté des candidats que dans le canton de Vaud laisse penser que son implantation serait limitée à ce canton.

## Résultats électoraux

### Élections cantonales
Pour la première fois le PNS participe à l'élection du Grand Conseil vaudois du 30 avril 2017. Il réalise son meilleur résultat dans le sous-arrondissement d'Yverdon où il obtient 0,89 % des suffrages (2 548 voix). 853 suffrages (0,40 %) sont obtenus dans le sous-arrondissement de Vevey et 704 (0,13 %) dans celui de Lausanne-Ville. Il ne présenta des candidats que dans ces seuls trois sous-arrondissements.

### Élections fédérales
Dans le canton de Vaud, le PNS participe pour la première fois aux élections fédérales du 23 octobre 2011 et obtient 0,08 % des suffrages (2 389 voix). Philippe Brennenstuhl était candidat unique sur la liste.
Aux élections au Conseil national du 26 octobre 2015, la liste obtient 0,45 % (14 249 suffrages). La liste comportait cette fois quatre candidats (Philippe Brennenstuhl, Jérémy Oguey, David Rouiller, Stéphane Creutzberg-Bernheim).
En 2019, le PNS présente à nouveau une liste dans le canton de Vaud pour les élections au Conseil national. La liste comprend 11 candidats, dont 4 sont établis dans le Canton de Fribourg, la loi fédérale autorisant ce cas de figure. La liste obtient 484 bulletins.